# SG ART Giants Düsseldorf
Die SG ART Giants Düsseldorf ist ein Basketballverein aus Düsseldorf. Der Club entstand 2016 als Spielgemeinschaft der Basketballabteilung des Allgemeiner Rather Turnverein, dessen Basketballabteilung teilweise unter dem Namen Düsseldorf Magics mehrere Jahre in der Basketball-Bundesliga und der 2. Basketball-Bundesliga beziehungsweise ProA gespielt hat, und dem Giants Düsseldorf e. V., Unterbau der bis 2013 bestehenden Profimannschaft Düsseldorf Giants (beziehungsweise Düsseldorf Baskets).

## Geschichte
In der Saison 2015/16 spielten zwei Düsseldorfer Vereine in der viertklassigen Regionalliga West: der Aufsteiger ART Düsseldorf sowie die Giants Düsseldorf. Mit dem Ziel, die Basketballbemühungen in der Stadt zu bündeln, entschied man sich nach Saisonende, eine Spielgemeinschaft zu gründen. Damit entstand ein rund 550 Mitglieder zählender Verein. Erklärtes Ziel der Verantwortlichen war es, mit der Spielgemeinschaft, eine „neue Basketballgröße am Rhein“ zu werden. Dieses Vorhaben sollte die Jugendleistungsförderung sowie mittelfristig den Aufstieg der Herrenmannschaft in den „bezahlten Basketball“ umfassen. Als langfristiges Vorhaben wurde die Teilnahme an der Basketball-Bundesliga ausgegeben.
Robert Shepherd übernahm in der Premierensaison 2016/17 in der 1. Regionalliga West das Traineramt, Mitte Januar 2017 wurde Shepherd nach fünf Niederlagen in Folge entlassen, die Nachfolge trat Jonas Jönke, bis dahin Sportlicher Leiter der SG, an. Als Tabellenachter wurde die für das Premierenspieljahr als Ziel ausgegebene Platzierung unter den fünf besten Mannschaften der 1. Regionalliga West verfehlt. Mit Stand 31. Dezember 2017 war die SG ART Giants Düsseldorf mit 520 Teilnehmerausweisen der neuntgrößte Basketballverein innerhalb des Deutschen Basketball Bundes. In der Folgesaison gelang es der Mannschaft, mit dem sechsten Tabellenplatz das Vorjahresergebnis zu verbessern.
Im Spieljahr 2018/19 erreichte die Mannschaft als Meister der 1. Regionalliga West den sportlichen Aufstieg in die 2. Bundesliga ProB. Zu den Stützen der Meistermannschaft von Trainer Jönke gehörten der US-Amerikaner De’Shaun Cooper (15,4 Punkte/Spiel), Jamal Smith (US-amerikanischer und niederländischer Staatsbürger; 14,3 Punkte/Spiel) sowie die Litauer Dainius Zvinklys (13,7 Punkte/Spiel) und Mindaugas Reminas (10,2 Punkte/Spiel) und der Deutsch-Amerikaner Deion Giddens (9,0 Punkte/Spiel).
Im März 2019 vereinbarten die Düsseldorfer eine Zusammenarbeit mit der SG Südwest Baskets Wuppertal, unter anderem um die Nachwuchsförderung voranzubringen. Nachdem die Düsseldorfer nur zwei ihrer vorangegangenen zehn Spiele gewonnen hatten und auf den zehnten Platz in der 2. Bundesliga ProB abgerutscht waren, trennten sie sich im Januar 2020 laut Verein „aufgrund unterschiedlicher Auffassungen hinsichtlich der sportlichen Reaktion“ auf die Tabellensituation von Trainer Jönke. Jönkes Nachfolger wurde Kevin Magdowski. Die wegen der Ausbreitung des Coronavirus SARS-CoV-2 Mitte März 2020 vorzeitig beendete Saison 2019/20 schloss die Mannschaft als Tabellenvorletzter der ProB-Nordstaffel ab. Seitens der Liga wurde aber entschieden, dass es aufgrund der verkürzten Saison keine Absteiger geben würde. In der Saison 2020/21 erreichte die Mannschaft als Tabellenfünfter der Hauptrunde die zweite Gruppenphase, die aufgrund der anhaltenden COVID-19-Pandemie eingesetzt wurde. Dort schied Düsseldorf aus. Anschließend gab es einen Trainerwechsel: Magdowski ging, sein bisheriger Assistent Florian Flabb wurde ins Cheftraineramt befördert. Flabb führte die Mannschaft in der Hauptrunde der Saison 2021/22 auf den dritten Platz in der Abschlusstabelle sowie anschließend in die Endspiele, womit Düsseldorf sportlicher Aufsteiger in die zweithöchste Spielklasse Deutschlands, 2. Bundesliga ProA, wurde. Das erste Endspiel gewann man in eigener Halle 79:75, verlor das Rückspiel in Dresden 71:86 und verpasste den Gewinn der Meisterschaft.
Nach dem Eingang der Teilnahmeberechtigung für die 2. Bundesliga ProA im Juni 2022 gab der Verein den Wechsel seiner Heimspielstätte bekannt und zog von der Dreifachsporthalle am Comenius-Gymnasium ins mehr Platz bietende Castello Düsseldorf. Als Tabellen-16. (12 Siege, 22 Niederlagen) wurde als Neuling in der Saison 2022/23 der Klassenerhalt in der zweithöchsten deutschen Spielklasse geschafft. Im Sommer 2023 trat Marin Petrić bei den Düsseldorfern das Amt des Sportdirektors an. Der Spielbetrieb der Zweitligamannschaft wurde 2023 in die ART Giants Düsseldorf Spielbetriebs GmbH überführt, deren Geschäftsführung Thilo von Tongelen übernahm.
Kurz vor dem Ende des Jahres 2023 trennten sich die Düsseldorfer von Trainer Florian Flabb. Zu diesem Zeitpunkt hatte die Mannschaft die drei vorangegangenen Spiele verloren und lag mit fünf Siegen sowie neun Niederlagen auf dem 14. Tabellenplatz der 2. Bundesliga ProA. Der Türke Andaç Yapicier wurde als Nachfolger Flabbs verpflichtet. Yapicier blieb bis Mitte November 2024 im Amt, dann wurde er entlassen, da die Düsseldorfer im vorherigen Verlauf der Saison 2024/25 in allen neun Spielen sieglos geblieben waren. Achmadschah Zazai wurde als neuer Trainer verpflichtet. Zazai führte die Mannschaft zum Klassenerhalt, der erst Ende April 2025 nach einem Heimsieg über Trier am letzten Hauptrundenspieltag stattfand.
Nach der Saison 2024/25 geriet der Verein in finanziellen Schwierigkeiten. Die 2. Bundesliga strengte im Juni 2025 ein Nachlizenzierungsverfahren gegen die Mannschaft an. Kurz darauf zog die ART Giants Düsseldorf Spielbetriebs GmbH ihren Lizenzantrag für die 2. Bundesliga ProA zurück. Die Düsseldorfer erhielten auch keinen Startplatz in der 2. Bundesliga ProB.

## Kader der ProA-Herrenmannschaft, Saison 2024/25
| Nr. | Nat.                   | Name                | Geburt     | Größe (cm) | Position | letzter Verein                 |
| --- | ---------------------- | ------------------- | ---------- | ---------- | -------- | ------------------------------ |
| #0  | Deutschland            | John Joseph Saigge  | 09.03.2001 | 183        | PG       | BBC Coburg                     |
| #1  | Vereinigte Staaten     | Isaiah Hart         | 05.07.1999 | 183        | PG       | Pämu Sadam                     |
| #4  | Vereinigte Staaten     | Justin Tucker       | 05.04.1998 | 203        | PF       | Olivol Mundial                 |
| #5  | Deutschland            | Vincent Dahms       | 25.09.2005 | 194        | SF       | ART Giants Düsseldorf Jugend   |
| #6  | Deutschland            | Grant Teichmann     | 06.08.1996 | 191        | SG       | Wiha Panthers Schwenningen     |
| #8  | Deutschland            | Finn Fleute         | 05.01.2000 | 204        | PF       | Uni Baskets Paderborn          |
| #9  | Deutschland            | Alex Richardson     | 09.09.2003 | 205        | C        | Fraport Skyliners Juniors      |
| #12 | Deutschland            | Leon Okpara         | 03.02.1998 | 192        | SG       | Rasta Vechta                   |
| #13 | Vereinigtes Konigreich | Kayne Henry-McCalla | 28.02.1999 | 202        | SF       | Jacksonville State Universität |
| #14 | Vereinigte Staaten     | Ajare Sanni         | 24.02.2000 | 191        | SG       | Dziki Warszawa                 |
| #20 | Deutschland            | Emil Marshall       | 20.04.2000 | 198        | SG       | PS Karlsruhe Lions             |
| #22 | Schweden               | Felix Edwardsson    | 22.02.1999 | 205        | PF       | MLP Academics Heidelberg       |
| #30 | Deutschland            | Jarelle Reischel    | 17.05.1992 | 200        | SF       | Rostock Seawolves              |
| #32 | Deutschland            | Brandon Spearman    | 18.06.1991 | 191        | SG       | Gladiators Trier               |

| Nat.        | Name              | Amt         | Letzter Verein |
| ----------- | ----------------- | ----------- | -------------- |
| Deutschland | Achmadschah Zazai | Cheftrainer | Itzehoe Eagles |
| Litauen     | Andrius Mikutis   | Co-Trainer  | /              |

## Trainer
| Amtszeit        | Trainer                          |
| --------------- | -------------------------------- |
| 2016–01/2017    | Robert Shepherd                  |
| 01/2017–01/2020 | Jonas Jönke                      |
| 01/2020         | Abd Elhadi Saou (übergangsweise) |
| 01/2020–04/2021 | Kevin Magdowski                  |
| 04/2021–12/2023 | Florian Flabb                    |
| 12/2023–11/2024 | Andaç Yapicier                   |
| seit 11/2024    | Achmadschah Zazai                |